# Скохари (округ)
Округ Скохари (англ. Schoharie County) — округ штата Нью-Йорк, США. Население округа на 2000 год составляло 31 582 человек. Административный центр округа — деревня Скохари.

## История
Округ Скохари основан в 1795 году. Источник образования округа Скохари: округа Олбани и Отсиго.

## География
Округ занимает площадь 1621,3 км2.

## Демография
Согласно переписи населения 2000 года, в округе Скохари проживало 31 582 человек. По оценке Бюро переписи населения США, к 2009 году население уменьшилось на 0,2%, до 31 529 человек. Плотность населения составляла 19,4 человек на квадратный километр.